# Conognatha rogersii
Conognatha rogersii es una especie de escarabajo del género Conognatha, familia Buprestidae. Fue descrita científicamente por Saunders en 1872.